# كاتبسين

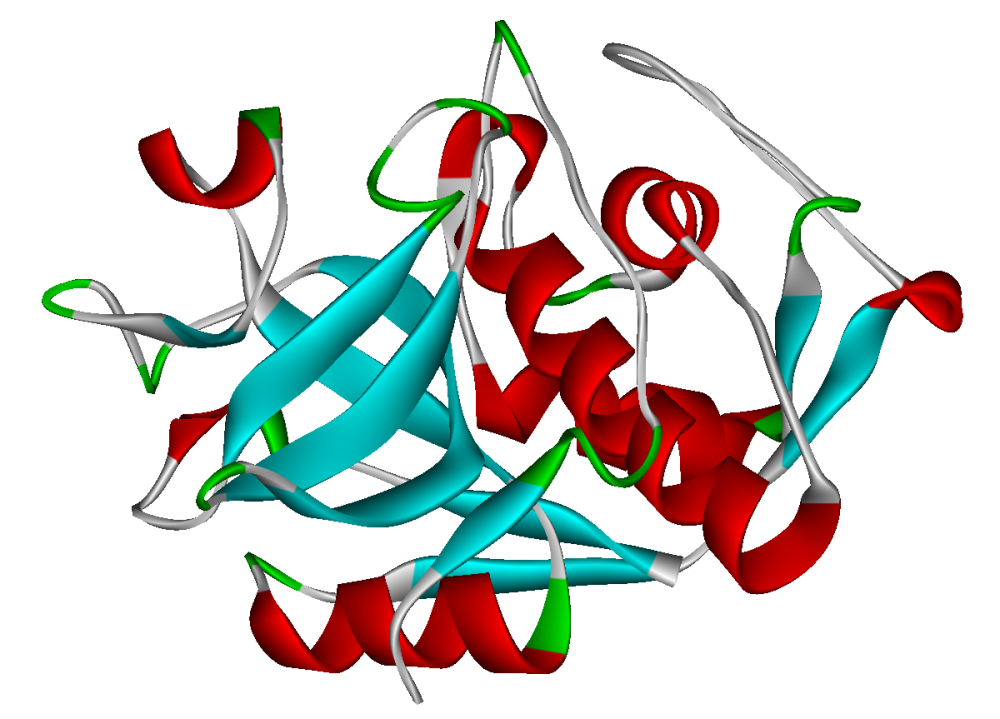
بنية الكاتبسين ك البشري ملونة حسب البنية الثانوية.

الكاتِبْسين أو الكاتِيبْسين أو الكاثبسين (بالإنجليزية: Cathepsin)‏ هو ببتيداز داخلي [الإنجليزية] (الببتيداز هو إنزيم يقوم بتفكيك وهدم البروتين) يتواجد لدى جميع الحيونات وبعض الكائنات الأخرى. له دور في عملية هضم الغذاء، ومنه عدة أنواع. تصنف الكاتبسينات إلى عدة عائلات تختلف في بنيتها وآلياتها التحفيزية والبروتينات التي تقصها وينشط معظمها عندما يكون الأس الهيدروجيني منخفضا لذلك يتواجد معظمها في اليحلولات والخلايا الحمضية وناقضات العظم، ويمكن أن تكون بروتياز سيرين أو بروتياز سيستئين أو بروتياز أسبارتيك. الكاتبسينات أساسية وحاسمة للوظائف الفسيولوجية الطبيعية مثل الهضم، تجلط الدم، الارتشاف العظمي، نشاط القنوات الأيونية، المناعة الفطرية، تنشيط النظام المتمم، موت الخلايا المبرمج، النقل الحويصلي، الالتهام الذاتي، تولد الأوعية، تكاثر الخلايا، الانبثاث، وغيرها من الوظائف. لكن يمكنها أن تسبب أضرارا كبيرة عندما تفقد التنظيم في وظائفها، حيث تُعزى العديد من الأمراض إلى الكاتبسينات ومنها: التهاب المفاصل، التهاب اللثة، التهاب البنكرياس، التنكس البقعي، الحثل العضلي تصلب الشرايين، السمنة، السكتة الدماغية، مرض آلزهايمر، الفصام، السل وإيبولا.